# Schachthut

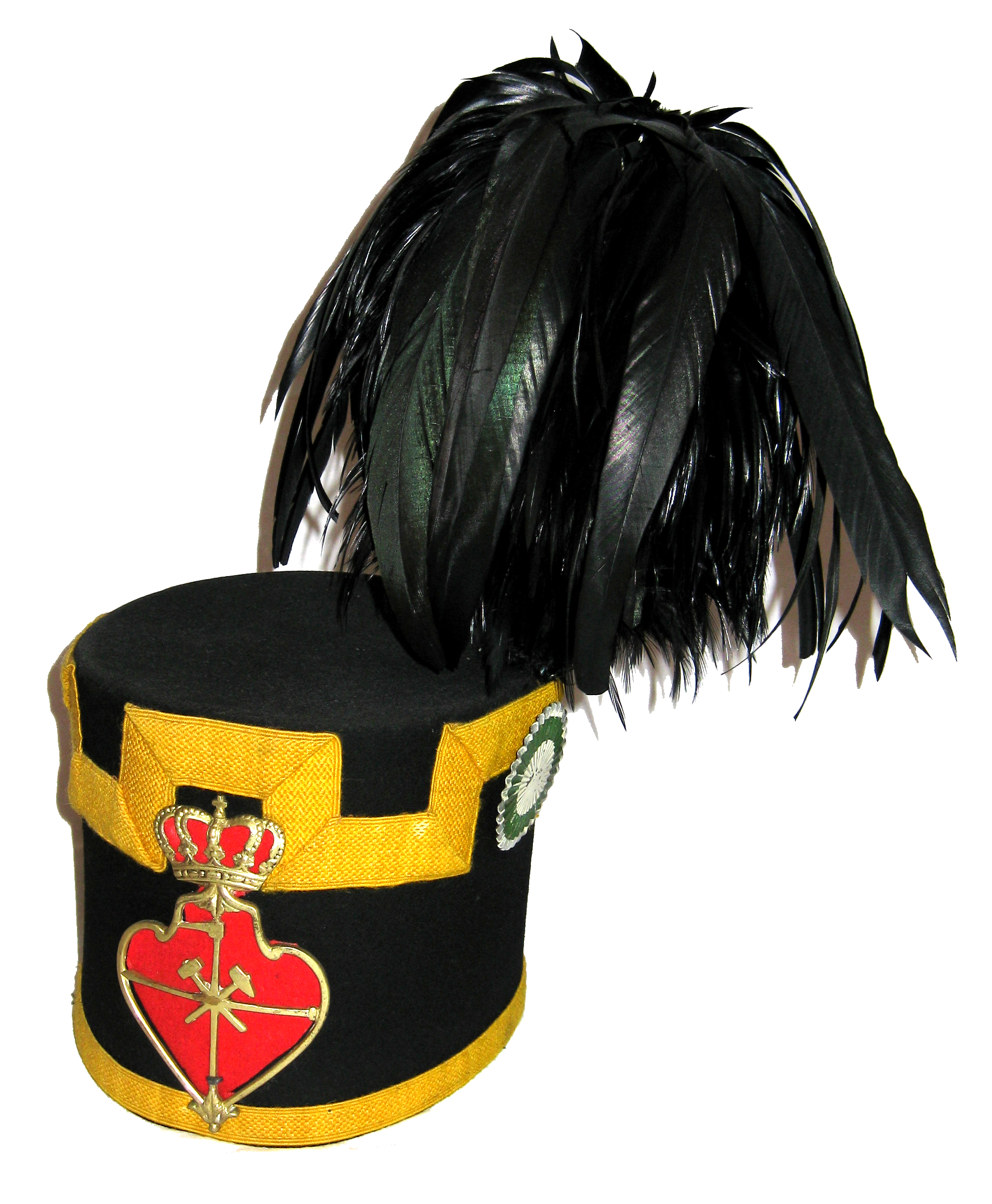
Schachthut für Krankenkassenmitglieder 3. Klasse nach Vorschrift von 1884

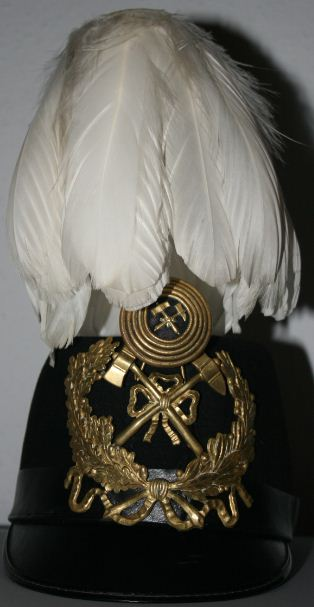
Schachthut einer Paradeuniform

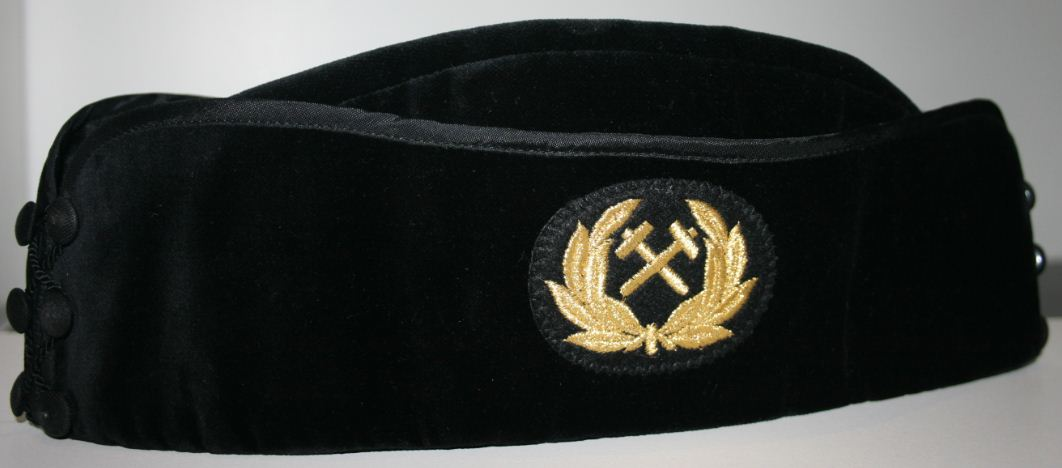
Schachtmütze

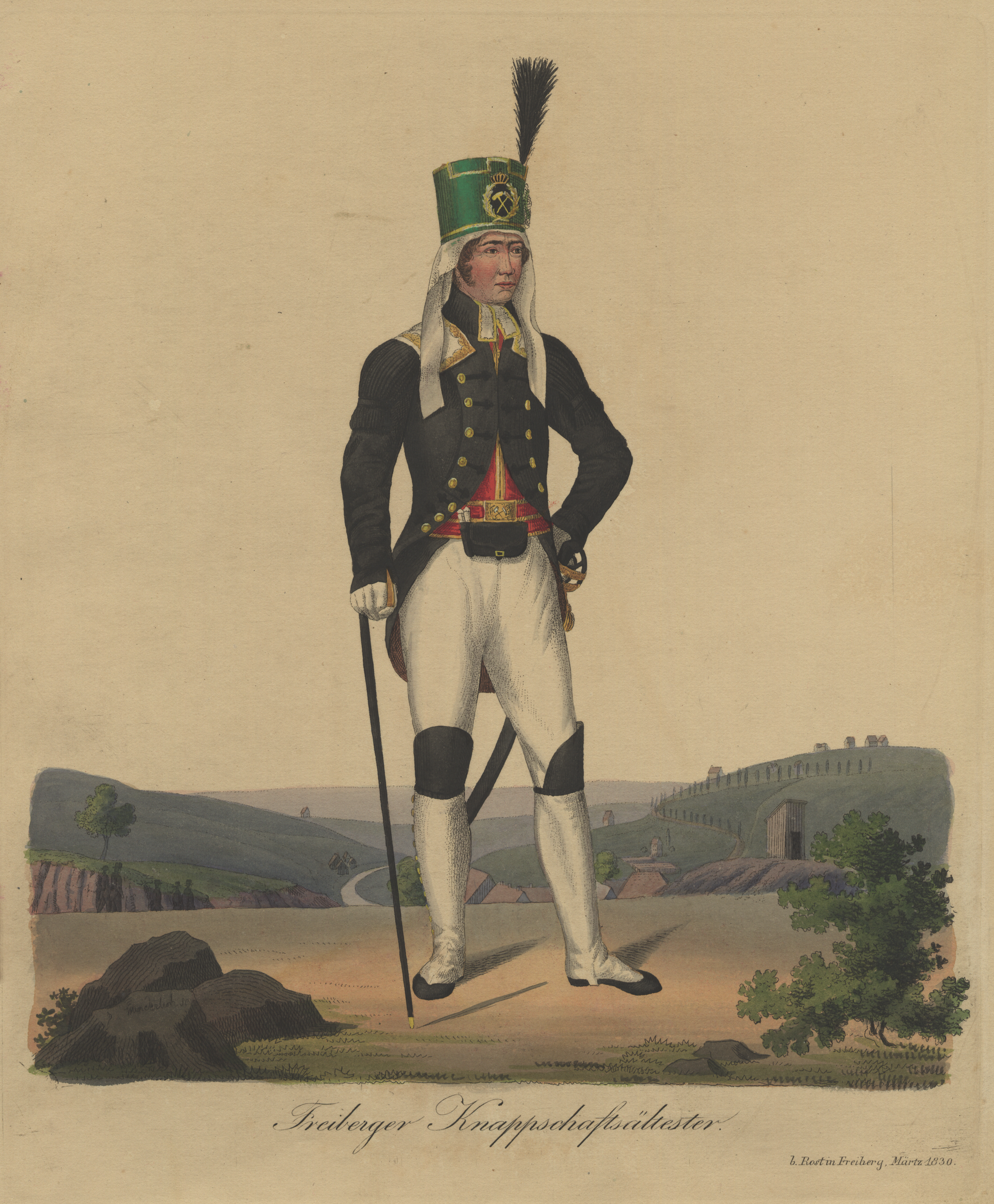
Knappschaftsältester in Paradeuniform; mit Fahrhaube unter dem Schachthut (Freiberg, frühes 19. Jh.)

Der Schachthut, auch Schachthütel, Schachtmütze, Bergmannshut oder Zechenhut genannt, ist eine bergmännische Kopfbedeckung, die Bestandteil der bergmännischen Arbeitskleidung war. Der Schachthut fand auch Einzug in der bergmännischen Volkskunst, indem die Form der Krone der erzgebirgischen Engel an die Form des Schachthutes angepasst ist. Schachthüte wurden als Bestandteil der Arbeitsbekleidung seit der zweiten Hälfte der 1930er Jahre nach und nach von den ledernen Schutzkappen mit Schirm verdrängt.

## Grundlagen und Geschichte
Bis in die erste Hälfte des 18. Jahrhunderts trugen die Bergleute als Kopfbedeckung die Fahrhaube, eine Art Mütze aus weißem Leinentuch. Im Laufe des 18. Jahrhunderts trat an die Stelle der Fahrhaube nach und nach eine aus grünem Filz gewalkte Mooskappe. Diese hielt den Kopf in den kalten und nassen Erzbergwerken warm und trocken und ermöglichte ein uneingeschränktes Gehör und beeinträchtigte die Bewegungsfreiheit des Bergmanns nicht. Zudem schützte sie den Kopf gegen Anstoßen an Felsecken und Ausbau. Jedoch bot sie keinen Schutz gegen Steinfall aus dem Hangenden. Der grüne Schachthut wurde im Laufe der Jahre zusammen mit Schachtjacke und dem Arschleder zur Tracht des Bergmannes und zu seinem Standeszeichen. Während der Regentschaft von August dem Starken wurde die Bergmannskleidung und somit auch der Schachthut von der kursächsischen Bergverwaltung durch Vorschriften streng geregelt. So wurde klar geregelt, wie sich die Bergleute, mit Ausnahme der höheren Bergbeamten, der Hierarchie nach zu kleiden hatten. Für die Bergleute war dies eine kostspielige Angelegenheit, denn sie mussten die Schachthüte und die Trachten von ihrem Lohn bezahlen. Im Verlauf der 1930er Jahre wurden verstärkt stabilere Schutzkappen aus Leder als Kopfbedeckung bei den Bergleuten eingesetzt. In einigen Bergrevieren wie z. B. dem Mansfelder Bergrevier wurden auch aus Gummi hergestellte Schutzkappen genutzt. Ab den 1950er Jahren wurden im Bergbau als Kopfschutz Schutzhelme aus Kunststoff verwendet. Heute wird der Schachthut nur zu feierlichen Angelegenheiten und in den Knappenvereinen getragen.

## Aufbau und Form
Die ersten Schachthüte wurden aus geflochtenen Weiden- oder Buchenzweigen hergestellt. Später wurden die Schachthüte dann aus gewalktem Filz hergestellt. Traditionell wurde die grüne Farbe, die an die Naturfarbe der ersten aus Ruthen und Binsen geflochtenen Hüte erinnerte, beibehalten. Im Laufe der Jahre wurden sowohl die Form als auch das Aussehen der Schachthüte verändert. Anfänglich hatte der Schachthut zunächst keine Krempe. Später wurden Schachthüte mit Nacken- und Ohrenschutz getragen, die mit einer Stirnklappe versehen waren, die von einem besonderen Band gehalten wurde. Auch die Farben der Schachthüte wurden geändert, mal waren sie grün, mal weiß, dann auch mal wieder schwarz. Allmählich wandelte sich das Aussehen des Schachthutes weg von der zweckmäßigen Kopfbedeckung hin zum Bestandteil der barocken Paradeuniform. Zusätzlich erhielten die Schachthüte noch das bergmännische Symbol Schlägel und Eisen und weiteren Zierrat wie z. B. weiße Kreuze an den Seiten. Im Laufe der Jahre kamen weiterer Zierrat wie z. B. Federbüsche in unterschiedlichen Farben hinzu, außerdem wurden an den Schachthüten verschiedene Symbole als Rangabzeichen angebracht.

## Trageweise
Der Schachthut wurde von den Bergleuten in unterschiedlicher Weise getragen. Die einfachen Bergleute trugen den Schachthut in der Regel direkt auf dem Kopf. Der Schachthut wurde bis kurz über die Ohren über den Kopf gezogen. Die Bergbeamten und Bergbedienten trugen meistens unter dem Schachthut eine weiße Schachthaube. In einigen Bergrevieren trugen sie anstelle der Fahrhaube ein weißes Fahrtuch. Es gab auch Bergreviere, in denen die einfachen Bergleute eine Fahrhaube unter dem Schachthut trugen.